# Puchar Świata w Piłce Ręcznej Mężczyzn 1979
3. Puchar Świata w Piłce Ręcznej Mężczyzn – międzynarodowy turniej w piłce ręcznej mężczyzn, który odbył się w Szwecji od 13 do 18 listopada 1979 roku. Do rywalizacji przystąpiło osiem drużyn. Poprzednio zdobytego pucharu broniła reprezentacja Jugosławii, która ostatecznie zajęła siódme miejsce. Zwycięzcą turnieju została reprezentacja ZSRR, która w finale  pokonała reprezentację Polski.
Zawody rozegrano w trzech halach – w Kristianstad, Halmstad oraz Malmö.

## System rozgrywek
Drużyny zostały podzielone na dwie grupy. W fazie grupowej rozgrywki toczyły się systemem kołowym. W zależności od zajętego miejsca w grupach, zespoły grały następnie o 1 (zwycięzcy grup), 3 (zdobywcy drugiego miejsca w grupach), 5 (zdobywcy trzeciego miejsca w grupach) oraz 7 miejsce (zdobywcy czwartego miejsca w grupach). 

## Uczestnicy
W turnieju udział wzięły reprezentacje Jugosławii, RFN, NRD, Szwecji, Polski, ZSRR, Węgier oraz Danii.

## Grupy
Rozgrywki podzielono na dwie grupy, po cztery drużyny narodowe w każdej. Bezpośrednio po losowaniu grup została ustalona kolejność spotkań w poszczególnych grupach.
| Grupa A |
| ------- |
| Polska  |
| NRD     |
| RFN     |
| Szwecja |

| Grupa B    |
| ---------- |
| Jugosławia |
| Dania      |
| ZSRR       |
| Węgry      |

## Faza grupowa
Opracowano na podstawie materiału źródłowego.

### Grupa A
| Lp. | Drużyna | M | Mecze | Mecze | Mecze | Bramki | Bramki | Bramki | Pkt |
| Lp. | Drużyna | M | W     | R     | P     | +      | −      | +/−    | Pkt |
| --- | ------- | - | ----- | ----- | ----- | ------ | ------ | ------ | --- |
| 1.  | Polska  | 3 | 3     | 0     | 0     | 53     | 45     | +8     | 6   |
| 2.  | NRD     | 3 | 2     | 0     | 1     | 54     | 52     | +2     | 4   |
| 3.  | RFN     | 3 | 1     | 0     | 2     | 40     | 45     | −5     | 2   |
| 4.  | Szwecja | 3 | 0     | 0     | 3     | 51     | 56     | −5     | 0   |

#### Wyniki
| 13 listopada 1979 | Polska | 19:16(8:9) | NRD | Kristianstad, Szwecja |
| 13 listopada 1979 |        | 19:16(8:9) |     | Kristianstad, Szwecja |

| 13 listopada 1979 | RFN | 15:14(8:9) | Szwecja |  |
| 13 listopada 1979 |     | 15:14(8:9) |         |  |

| 14 listopada 1979 | Polska | 15:11(8:5) | RFN | Kristianstad, Szwecja |
| 14 listopada 1979 |        | 15:11(8:5) |     | Kristianstad, Szwecja |

| 14 listopada 1979 | NRD | 22:19 | Szwecja |  |
| 14 listopada 1979 |     | 22:19 |         |  |

| 15 listopada 1979 | Polska | 19:18(11:9) | Szwecja | Halmstad, Szwecja |
| 15 listopada 1979 |        | 19:18(11:9) |         | Halmstad, Szwecja |

| 15 listopada 1979 | NRD | 16:14 | RFN |  |
| 15 listopada 1979 |     | 16:14 |     |  |

### Grupa B
| Lp. | Drużyna    | M | Mecze | Mecze | Mecze | Bramki | Bramki | Bramki | Pkt |
| Lp. | Drużyna    | M | W     | R     | P     | +      | −      | +/−    | Pkt |
| --- | ---------- | - | ----- | ----- | ----- | ------ | ------ | ------ | --- |
| 1.  | ZSRR       | 3 | 3     | 0     | 0     | 63     | 50     | +13    | 6   |
| 2.  | Węgry      | 3 | 2     | 0     | 1     | 61     | 60     | +1     | 4   |
| 3.  | Dania      | 3 | 1     | 0     | 2     | 46     | 50     | −4     | 2   |
| 4.  | Jugosławia | 3 | 0     | 0     | 3     | 50     | 60     | −10    | 0   |

#### Wyniki
| 13 listopada 1979 | ZSRR | 24:19(10:14) | Węgry |  |
| 13 listopada 1979 |      | 24:19(10:14) |       |  |

| 13 listopada 1979 | Dania | 17:12(10:7) | Jugosławia |  |
| 13 listopada 1979 |       | 17:12(10:7) |            |  |

| 14 listopada 1979 | ZSRR | 18:14 | Dania |  |
| 14 listopada 1979 |      | 18:14 |       |  |

| 14 listopada 1979 | Węgry | 22:21 | Jugosławia |  |
| 14 listopada 1979 |       | 22:21 |            |  |

| 15 listopada 1979 | ZSRR | 21:17(13:10) | Jugosławia | Kristianstad, Szwecja |
| 15 listopada 1979 |      | 21:17(13:10) |            | Kristianstad, Szwecja |

| 15 listopada 1979 | Węgry | 20:15 | Dania |  |
| 15 listopada 1979 |       | 20:15 |       |  |

## Faza finałowa
Opracowano na podstawie materiału źródłowego.

### Mecz o 7. miejsce
| 17 listopada 1979 | Jugosławia | 22:21 | Szwecja |  |
| 17 listopada 1979 |            | 22:21 |         |  |

### Mecz o 5. miejsce
| 17 listopada 1979 | Dania | 18:15 | RFN |  |
| 17 listopada 1979 |       | 18:15 |     |  |

### Mecz o 3. miejsce
| 18 listopada 1979 | NRD | 24:19 | Węgry |  |
| 18 listopada 1979 |     | 24:19 |       |  |

### Finał
| 18 listopada 1979 | ZSRR | 25:17(11:7) | Polska | Malmö, Szwecja |
| 18 listopada 1979 |      | 25:17(11:7) |        | Malmö, Szwecja |

## Klasyfikacja końcowa
Opracowano na podstawie materiału źródłowego.
| Miejsce | Reprezentacja |
| ------- | ------------- |
| 1.      | ZSRR          |
| 2.      | Polska        |
| 3.      | NRD           |
| 4.      | Węgry         |
| 5.      | Dania         |
| 6.      | RFN           |
| 7.      | Jugosławia    |
| 8.      | Szwecja       |